# Divize C 1967/1968
V soubojích 1. ročníku České divize C 1967/68 se utkalo 14 týmů dvoukolovým systémem podzim - jaro. Tento ročník začal v srpnu 1967 a skončil v červnu 1968.

## Nové týmy v sezoně 1967/68
Z 2. ligy – sk. A 1966/67 sestoupila do Divize C mužstvo TJ Spartak Radotín. Z krajských přeborů ročníku 1966/67 postoupila vítězná mužstva VTJ Dukla Jičín z Východočeského krajského přeboru a TJ Kaučuk Kralupy nad Vltavou ze Středočeského krajského přeboru

## Výsledná tabulka
Zdroj: 
| Poř. | Tým                           | Z  | V  | R  | P  | VG | OG | B  |
| ---- | ----------------------------- | -- | -- | -- | -- | -- | -- | -- |
| 1.   | VTJ Dukla Jičín               | 26 | 14 | 4  | 8  | 48 | 35 | 32 |
| 2.   | VTJ Dukla Slaný               | 26 | 9  | 12 | 5  | 40 | 24 | 30 |
| 3.   | TJ Dynamo Kutná Hora          | 26 | 12 | 5  | 9  | 45 | 32 | 29 |
| 4.   | TJ Spartak Radotín            | 26 | 13 | 2  | 11 | 51 | 31 | 28 |
| 5.   | TJ Spartak Transporta Chrudim | 26 | 9  | 10 | 7  | 38 | 31 | 28 |
| 6.   | TJ Kaučuk Kralupy nad Vltavou | 26 | 10 | 8  | 8  | 42 | 35 | 28 |
| 7.   | TJ Lokomotiva Nymburk         | 26 | 12 | 3  | 11 | 43 | 45 | 27 |
| 8.   | TJ Spartak Hradec Králové "B" | 26 | 11 | 4  | 11 | 34 | 35 | 26 |
| 9.   | TJ Spartak Pečky              | 26 | 9  | 7  | 10 | 3  | 49 | 25 |
| 10.  | TJ Tepna Náchod               | 26 | 10 | 4  | 12 | 41 | 39 | 24 |
| 11.  | TJ KŽ Králův Dvůr             | 26 | 10 | 4  | 12 | 33 | 40 | 24 |
| 12.  | TJ Jiskra Úpice               | 26 | 9  | 6  | 11 | 28 | 41 | 24 |
| 13.  | TJ Lokomotiva Trutnov         | 26 | 9  | 5  | 12 | 35 | 46 | 23 |
| 14.  | TJ Lokomotiva Beroun          | 26 | 5  | 6  | 15 | 33 | 51 | 16 |

Poznámky:
- Z = Odehrané zápasy; V = Vítězství; R = Remízy; P = Prohry; VG = Vstřelené góly; OG = Obdržené góly; B = Body

|  | Postup do 2. ligy – sk. A 1968/69                |
|  | Sestup do příslušného oblastního přeboru 1968/69 |